# Delphyre oviplaga
Delphyre oviplaga är en fjärilsart som beskrevs av Rothschild 1933. Delphyre oviplaga ingår i släktet Delphyre och familjen björnspinnare. Inga underarter finns listade i Catalogue of Life.